# 천풍 (영화)
《천풍》은 한국에서 제작된 고영남 감독의 1973년 영화이다. 오지명 등이 주연으로 출연하였고 박종찬 등이 제작에 참여하였다.

## 출연

### 주연
- 오지명
- 신숙
- 안길원
- 백일섭

## 기타
- 원작자: 송지영